# Oxyethira flagellata
Oxyethira flagellata är en nattsländeart som beskrevs av Jacquemart 1963. Oxyethira flagellata ingår i släktet Oxyethira och familjen smånattsländor. Inga underarter finns listade i Catalogue of Life.